# Острів (гміна, Бібрський повіт)
Ґміна Острів (пол. Gmina Ostrów) — колишня (1934—1939 рр.) сільська ґміна Бібрського повіту Львівського воєводства Польської республіки (1918—1939) рр. Центром ґміни було село Острів.

1 серпня 1934 р. було створено ґміну Острів в Бібрському повіті. До неї увійшли сільські громади: Борусув, Бориниче, Дроговиче, Голдовіце, Городище Цетнарскє, Городище Крулєвскє, Юшковце, Лучани, Острув, Оттиньовіце.